# Lista do Patrimônio Mundial na Tanzânia
A Organização das Nações Unidas para a Educação, a Ciência e a Cultura (UNESCO) propôs um plano de proteção aos bens culturais do mundo, através do Comité sobre a Proteção do Património Mundial Cultural e Natural, aprovado em 1972. Esta é uma lista do Patrimônio Mundial existente na Tanzânia, especificamente classificada pela UNESCO e elaborada de acordo com dez principais critérios cujos pontos são julgados por especialistas na área. A Tanzânia ratificou a convenção em 2 de agosto de 1977, tornando seus locais históricos elegíveis para inclusão na lista.
O sítio Zona de Conservação de Ngorongoro foi o primeiro local da Tanzânia incluído na lista do Patrimônio Mundial da UNESCO por ocasião da 2ª Sessão do Comitè do Património Mundial, realizada em Washington, D.C. (Estados Unidos) em 1979. Desde a mais recente adesão à lista, a Tanzânia totaliza 7 sítios classificados como Patrimônio da Humanidade, sendo 3 deles de classificação Cultural, 3 de classificação Natural e 1 restante de classificação Mista. 

## Bens culturais e naturais
A Tanzânia conta atualmente com os seguintes lugares declarados como Patrimônio da Humanidade pela UNESCO:
| | Zona de Conservação de Ngorongoro |
| Bem misto inscrito em 1979, estendido em 2010. |                                   |
| Localização: Arusha |                                   |
| Uma grande concentração permanente de animais selvagens está localizada na enorme e perfeita cratera ngorongoro. Nas proximidades, a cratera de Empakaai, com um lago profundo, e o vulcão ativo de Oldonyo Lenga. Escavações realizadas no Desfiladeiro Olduvai, não muito distante de lá, descobriram um de nossos ancestrais mais distantes, homo habilis. O sítio Laitoli, também dentro da área, é uma das principais áreas onde estão localizadas as pegadas de hominídeos, datando de 3,6 milhões de anos atrás. (UNESCO/BPI) |                                   |

| | Parque Nacional de Serengueti |
| Bem natural inscrito em 1981. |                               |
| Localização: Mara / Arusha |                               |
| Neste parque de um milhão e meio de hectares de vastas planícies de savana, os imensos rebanhos de milhões de herbívoros – gnus, gazelas e zebras – e os predadores que os seguem em suas migrações anuais em busca de buracos estáveis de rega, oferecem um dos espetáculos mais impressionantes do mundo da natureza. (UNESCO/BPI) |                               |

| | Ruínas de Kilwa Kisiwani e de Songo Mnara |
| Bem cultural inscrito em 1981. |                                           |
| Localização: Lindi |                                           |
| Em duas pequenas ilhas muito próximas à costa da Tanzânia há vestígios de dois portos importantes que foram a admiração dos primeiros viajantes europeus na África Oriental. Do século XIV ao XVI, grande parte do comércio do Oceano Índico passou pelas mãos de comerciantes kilwa que traficavam em ouro, prata, pérolas, perfumes, barro árabe, cerâmica persa e porcelana da China. (UNESCO/BPI) |                                           |

| | Reserva de Caça de Selous |
| Bem natural inscrito em 1982, em perigo desde 2014. |                           |
| Localização: Morogoro |                           |
| Neste imenso santuário de 50.000 km², relativamente pouco alterado pela presença do homem, vive um grande número de elefantes, rinocerontes negros, onças, girafas, hipopótamos e crocodilos. O parque compreende áreas de vegetação variada, desde matas densas até prados arborizado abertos. (UNESCO/BPI) |                           |

| | Parque Nacional do Kilimanjaro |
| Bem natural inscrito em 1987. |                                |
| Localização: Kilimanjaro |                                |
| O maciço vulcânico do Kilimanjaro, coberto por seu famoso pico de 5.895 metros de altitude, é o "telhado" do continente africano. Coberto de neve perpétua, seu cume fica solitário no meio da savana circundante e é cercado por uma floresta montanhosa onde vivem numerosas espécies de mamíferos, muitos dos quais estão em perigo de extinção. (UNESCO/BPI) |                                |

| | Cidade de Pedra de Zanzíbar |
| Bem cultural inscrito em 2000. |                             |
| Localização: Zanzibar Central/South |                             |
| A cidade de pedra de Zanzíbar é um magnífico exemplo das cidades comerciais suaíli da costa leste africana. Preservou seu tecido e paisagem urbana praticamente intactos, bem como muitos edifícios soberbos que destacam a cultura peculiar da região, na qual elementos muito diversos das civilizações da África, Arábia, Índia e Europa se fundiram e homogeneizaram ao longo de mais de um milênio. (UNESCO/BPI) |                             |

| | Sítio de Arte Rupestre de Kondoa |
| Bem cultural inscrito em 2006. |                                  |
| Localização: Dodoma |                                  |
| Esses locais estão localizados em uma área de 2.336 km² que se estende ao longo das encostas orientais da escarpa da região de Maasai, margeando o Vale do Grande do Rifte. Eles têm abrigos naturais protegidos por ripas sedimentares fragmentadas pelas falhas da fenda, em cujos planos verticais há pinturas rupestres executadas ao longo de pelo menos dois milênios. Espalhada em mais de 150 abrigos, a espetacular série de figuras desses locais possui muitos de grande valor artístico. As cenas pintadas são um testemunho excepcional da evolução da base socioeconômica da região – transição das sociedades de caçadores-coletores para sociedades agrícola-pastorais – e às crenças e ideias dos diferentes grupos humanos que as representavam. Alguns dos abrigos estão ligados às crenças, ritos e visões cosmológicas das populações vizinhas, que continuam a usá-los para certas práticas rituais. (UNESCO/BPI) |                                  |

## Lista Indicativa
Em adição aos sítios inscritos na Lista do Patrimônio Mundial, os Estados-membros podem manter uma lista de sítios que pretendam nomear para a Lista de Patrimônio Mundial, sendo somente aceitas as candidaturas de locais que já constarem desta lista. Desde 2006, a Tanzânia possui 5 locais na sua Lista Indicativa.
| Sítio                                      | Imagem                                                          | Localização | Ano  | Dados UNESCO                | Descrição |
| ------------------------------------------ | --------------------------------------------------------------- | ----------- | ---- | --------------------------- | --- |
| Oldonyo Murwak                             |                                                                 | Kilimanjaro | 1997 | Cultural: (ii)(iii)(iv)(vi) | Esta propriedade é uma colina conectada a um corredor dentro das Planícies de Sanya às Planícies até o Aeroporto Internacional Norte ogf Kilimanjaro, no distrito de Hai, na Estrada Moshi-Arusha. A propriedade é uma religião - local ritual para os maasai falando pessoas do Quênia e Tanzânia. É em sua colina que uma vez a cada doze a quatorze anos todos os conjuntos de idade maasai recebem seu nome e através da mudança ritual em anciãos dentro da sociedade.     |
| Parque Nacional de Gombe                   |                                                                 | Kigoma      | 1997 | Natural                     | O Parque Nacional Gombe é uma área montanhosa de 52 km² nas escarpaduras da fenda ocidental no Lago Tanganica. As bacias servem as florestas guineana-congolesas, enquanto as encostas superiores são cobertas de miombos (Brachystegia) do tipo zimbabuano. |
| Área de Convervação de Jozani - Chwaka Bay |                                                                 | Zanzibar    | 1997 | Natural: (x)                | Área de Convervação de Jozani - Chwaka Bay é uma reserva florestal natural protegida que cobre cerca de 30 km² a cerca de 23 milhas ao sul da cidade de Zanzibar. A zona de pano de coral é habitat para espécies de vida selvagem de significância nacional e internacional, incluindo o endêmico e quase extinto leopardo-de-zanzibar (P.pardus adersii), o macaco-colobus-vermelho (Procolubus badius Kirkii) e o duiker-de-Zanzibar (Cephalophud adersii).                  |
| Florestas do Arco Montanhoso Oriental      |                                                                 | Tanga       | 2006 | Natural                     | O termo "Arco Oriental" foi introduzido em 1985 para descrever as antigas montanhas cristalinas do leste da Tanzânia e do sudeste do Quênia, que estão sob a influência do regime climático do Oceano Índico, e, portanto, contêm climas locais previsíveis (Lovett 1985). A área foi identificada em todas as principais análises da prioridade biológica global. |
| Rota dos Escravos e o Comércio do Marfim   | Ficheiro:Slave statues at the Anglican Church in Stone Town.jpg | Kigoma      | 2006 | Cultural                    | Até, não mais que 150 anos, milhões de africanos tiveram de carregar um fardo cruel. Foram capturados por caçadores de escravos, acorrentados e forçados a caminhar eventualmente centenas de quilômetros para serem vendidos, por exemplo, aos plantadores que os usavam como mão-de-obra barata em seus campos. A África Central e Oriental foram as principais áreas onde os caçadores de escravos e comerciantes - a maioria deles árabes - fizeram seus negócios sombrios. |